# Lotta Ökvist
Lotta Ökvist, född den 17 februari 1997 i Piteå, är en svensk fotbollsspelare (försvarare). Hon har tidigare spelat för Eskilstuna United, BK Häcken, Manchester United, Hammarby IF, Orlando Pride, Piteå IF och Umeå IK.

## Klubbkarriär
I juli 2018 värvades Ökvist av Hammarby IF. I augusti 2019 värvades hon av Manchester United. I januari 2021 skrev Ökvist ett tvåårigt kontrakt med BK Häcken. Den 1 september 2022 lånades hon ut till Eskilstuna United på ett låneavtal över över resten av säsongen. Efter säsongen 2022 lämnade Ökvist BK Häcken.

## Landslagskarriär
Lotta Ökvist har representerat Sveriges A-landslag samt på ungdomsnivå för U17, U19 och U23-landslaget. Hon var uttagen i U19 EM i Israel 2015.